# Leeds United Association Football Club 1975-1976
Questa voce raccoglie le informazioni riguardanti il Leeds United Association Football Club nelle competizioni ufficiali della stagione 1975-1976

## Stagione
Malgrado l'impossibilità a partecipare alle coppe europee per effetto della squalifica comminata dalla UEFA per le intemperanze dei tifosi durante la finale di Coppa dei Campioni della stagione precedente, per tutto l'arco del campionato i Peacocks rimasero nelle prime posizioni di classifica dimostrando, a metà competizione, in grado di poter lottare per il titolo e concludendo al quinto posto. Meno degne di nota furono le prestazioni della squadra nelle coppe nazionali, con l'eliminazione della squadra nelle fasi iniziali di entrambe le competizioni.

## Maglie e sponsor
Lo sponsor tecnico per la stagione 1975-1976 è Admiral.
| Casa | Trasferta |

## Rosa
| N. |                        | Ruolo | Calciatore               |
| -- | ---------------------- | ----- | ------------------------ |
|    | Scozia (bandiera)      | P     | David Harvey             |
|    | Scozia (bandiera)      | P     | David Stewart            |
|    | Inghilterra (bandiera) | D     | Paul Reaney              |
|    | Inghilterra (bandiera) | D     | Trevor Cherry            |
|    | Inghilterra (bandiera) | D     | Paul Madeley             |
|    | Scozia (bandiera)      | D     | Gordon McQueen           |
|    | Scozia (bandiera)      | D     | Keith Parkinson          |
|    | Inghilterra (bandiera) | D     | Norman Hunter            |
|    | Scozia (bandiera)      | C     | Billy Bremner (capitano) |
|    | Inghilterra (bandiera) | C     | Roy Ellam                |
|    | Galles (bandiera)      | C     | Byron Stevenson          |

| N. |                        | Ruolo | Calciatore    |
| -- | ---------------------- | ----- | ------------- |
|    | Galles (bandiera)      | C     | Terry Yorath  |
|    | Inghilterra (bandiera) | C     | Mick Bates    |
|    | Galles (bandiera)      | A     | Carl Harris   |
|    | Inghilterra (bandiera) | A     | Allan Clarke  |
|    | Scozia (bandiera)      | A     | Eddie Gray    |
|    | Scozia (bandiera)      | A     | Frank Gray    |
|    | Scozia (bandiera)      | A     | David McNiven |
|    | Scozia (bandiera)      | A     | Joe Jordan    |
|    | Galles (bandiera)      | A     | Gwyn Thomas   |
|    | Scozia (bandiera)      | A     | Peter Lorimer |

## Statistiche

### Statistiche di squadra
| Competizione        | Punti | Totale | Totale | Totale | Totale | Totale | Totale | DR  |
| Competizione        | Punti | G      | V      | N      | P      | Gf     | Gs     | DR  |
| ------------------- | ----- | ------ | ------ | ------ | ------ | ------ | ------ | --- |
| First Division      | 51    | 42     | 21     | 9      | 12     | 65     | 46     | +19 |
| FA Cup              | -     | 2      | 1      | 0      | 1      | 1      | 1      | 0   |
| Football League Cup | -     | 2      | 1      | 0      | 1      | 3      | 3      | 0   |
| Totale              | -     | 46     | 23     | 9      | 14     | 69     | 50     | +19 |

### Andamento in campionato
Luogo, risultato e posizione seguono l'ordine ufficiale delle giornate.
| Giornata  | 1 | 2 | 3 | 4  | 5 | 6 | 7 | 8 | 9 | 10 | 11 | 12 | 13 | 14 | 15 | 16 | 17 | 18 | 19 | 20 | 21 | 22 | 23 | 24 | 25 | 26 | 27 | 28 | 29 | 30 | 31 | 32 | 33 | 34 | 35 | 36 | 37 | 38 | 39 | 40 | 41 | 42 |
| --------- | - | - | - | -- | - | - | - | - | - | -- | -- | -- | -- | -- | -- | -- | -- | -- | -- | -- | -- | -- | -- | -- | -- | -- | -- | -- | -- | -- | -- | -- | -- | -- | -- | -- | -- | -- | -- | -- | -- | -- |
| Luogo     | T | T | C | C  | T | C | T | C | C | T  | C  | C  | T  | C  | T  | C  | T  | C  | C  | T  | T  | C  | T  | C  | C  | T  | C  | T  | T  | C  | T  | T  | C  | T  | T  | C  | C  | T  | C  | C  | T  | T  |
| Risultato | V | N | V | P  | V | V | P | N | N | V  | V  | P  | N  | V  | P  | V  | N  | V  | V  | V  | P  | V  | V  | V  | V  | N  | P  | P  | V  | P  | N  | V  | N  | P  | V  | V  | V  | N  | P  | V  | P  | P  |
| Posizione | 6 | 8 | 6 | 10 | 5 | 3 | 6 | 6 | 7 | 4  | 4  | 5  | 7  | 5  | 7  | 6  | 6  | 5  | 4  | 1  | 5  | 4  | 1  | 1  | 1  | 1  | 3  | 3  | 4  | 5  | 5  | 5  | 5  | 5  | 5  | 5  | 5  | 5  | 5  | 4  | 4  | 5  |

Fonte:  Premier League 1975/1976 » Schedule, su worldfootball.net.
Legenda:

Luogo: C = Casa; T = Trasferta. Risultato: V = Vittoria; N = Pareggio; P = Sconfitta.